# 馬塔海峽
馬塔海峽（法語：Détroit de Matha），是南極洲的海峽，位於比斯科群島，由讓-巴蒂斯特·夏古率領的法國探險隊命名，以法國探險隊的第二把手命名，現時由南極條約體系管理。